# Hydroporus trimaculatus
Espèce
Hydroporus trimaculatus est une espèce fossile d'insectes coléoptères de la famille des Dytiscidae et du genre Hydroporus.

## Classification
L'espèce Quedius flichei est décrite en 1937 par le paléontologue français Théobald (1903-1981),. 

### Holotype fossile
Cet holotype F102 de l'ère Cénozoïque, de l'époque Oligocène inférieur ou Rupélien (33,9 à 28,4 Ma) fait partie de la collection Paul Fliche, un paléontologue français du XIXe siècle, collection conservée à l'École nationale des eaux et forêts de Nancy, et vient de la localité de Céreste dans le département des Alpes-de-Haute-Provence.. 

### Étymologie
Son épithète spécifique dérive du latin tri, « trois », et maculatus, « tache, point ».

### Homonyme
The Taxonomicon et ION signalent une espèce doublon homonyme Hydroporus trimaculatus de Laporte 1835.

## Description

### Caractères
La diagnose de Nicolas Théobald en 1937, : 

« Corps ovale, oblong, fortement convexe ; coloration brun foncé, élytres ornés de trois taches noires ; une grande tache médiane dans la moitié apicale, de forme pentagonale ; deux taches de petites dimensions vers le tiers antérieur des élytres. Tête relevée au cours de la fossilisation et désarticulée en partie ; il en résulte qu'elle semble plus longue qu'elle ne l'est en réalité ; épistome non rebordé à l'avant ; labre non échancré ; yeux latéraux, à peine allongés, taille moyenne. Corselet rétréci en avant, angles antérieurs saillants et aigus, bord postérieur droit, angles postérieurs à peine arrondis ; bords latéraux légèrement écrasés par la fossilisation ; écusson petit, triangulaire. Élytres ayant leurs côtés assez arrondis ; bord antérieur droit ; apex en pointe mousse ; épipleure nette ; surface ornée de fines stries ; trois taches foncées. Pattes natatoires. ».

### Dimensions
La longueur totale est de 5,4 mm.

### Affinités
« Présente des caractères permettant de le ranger parmi les Hydroporini. Mais les antennes manquant, sa place ne peut être précisée, avec certitude. Le g. Hydroporus présente souvent une ornementation semblable sur les élytres, consistant en de larges taches sombres. ».

## Biologie
« Le g. Hydroporus comprend actuellement près de 210 espèces réparties dans la région holarctique ; le plus grand nombre se trouve en Amérique du Nord ; elles vivent dans les eaux tranquilles et herbeuses. ».

## Galerie
- Quelques espèces vivantes du genre Hydroporus.
- Hydroporus planus.
- Hydroporus angustatus.
- Hydroporus pubescens.
- Hydroporus latipes.
- Hydroporus palustris.

### Publication originale
- [1937] Nicolas Théobald, « Les insectes fossiles des terrains oligocènes de France 473 p., 17 fig., 7 cartes,13 tables, 29 planches hors texte », Bulletin Mensuel de la Société des Sciences de Nancy et Mémoires de la Société des sciences de Nancy, Imprimerie G. Thomas,‎ 1937, p. 1-473 (ISSN 1155-1119 et 2263-6439, OCLC 786027547). .